# Vasa vasorum
I vasa vasorum (dal latino: vasi dei vasi) è una rete di piccoli vasi sanguigni che perfondono le pareti dei grandi vasi sanguigni, come le arterie elastiche (aorta) e le grandi vene (vena cava).

## Struttura
Gli studi condotti con tomografia computerizzata tridimensionale (3D Micro-CT) su maiali e arterie umane provenienti da diversi letti vascolari hanno evidenziato tre diversi tipi di vasi:
1. Vasa vasorum internae, che originano direttamente dal lume principale dell'arteria e quindi si raggruppano nella parete del vaso;
2. Vasa vasorum externae, che provengono dai rami dell'arteria principale e poi rientrano nella parete del vaso dell'arteria principale;
3. Venous vasa vasorae, che originano all'interno della parete dell'arteria, ma poi si immergono nel lume principale o nei rami della vena concomitante.[2]

A seconda del tipo i vasa vasorum, penetrano nella parete del vaso dallo strato dell'intima (vasa vasorum interni) o dallo strato dell'avventizia (vasa vasorum esterni). A causa delle maggiori pressioni radiali e circonferenziali nelle pareti dei vasi più vicini al lume dell'arteria, i vasa vasorum potrebbero non perfondere queste regioni.
I vasa vasorum sono più frequenti nelle vene che nelle arterie.  Alcuni studiosi ipotizzano che i vasa vasorum sarebbero più presenti nelle grandi vene, poiché la pressione parziale dell'ossigeno e la pressione osmotica sono più basse e ciò comporterebbe un numero maggiore di vasa vasorum per rifornire i vasi adeguatamente. All'opposto le pareti delle arterie sono più spesse e con più fibre muscolari delle vene, come anche la pressione del sangue è più elevata; perciò occorrerebbe più tempo per la diffusione dell'ossigeno nelle cellule delle tonache, aumentando la necessità di un maggior numero di vasa vasorum.
Un metodo ulteriore di scansione è la tomografia ottica a coerenza di fase che fornisce anche immagini 3D.

## Funzione
I vasa vasorum si trovano in grandi vasi e arterie come l'aorta e le sue ramificazioni. Questi piccoli vasi servono a fornire alimentazione e nutrimento per la tonaca avventizia e le tonache medie dei grandi vasi.